# Blepisanis vittata
Blepisanis vittata là một loài bọ cánh cứng trong họ Cerambycidae.